# Nausibius clavicornis
Nausibius clavicornis là một loài bọ cánh cứng trong họ Silvanidae. Loài này được Kugelann năm Schneider miêu tả khoa học năm 1794.